# Elecciones estatales de Renania del Norte-Westfalia de 2022
Las elecciones estatales de Renania del Norte-Westfalia de 2022 se celebraron el 15 de mayo de 2022 para elegir al 18.º Parlamento Regional de Renania del Norte-Westfalia.

## Antecedentes
El gobierno saliente era una coalición de la Unión Demócrata Cristiana (CDU) y el Partido Democrático Libre
(FDP) encabezada por el Ministro-Presidente Hendrik Wüst.
Después de liderar sin éxito a la CDU/CSU en las elecciones federales alemanas de 2021, Armin Laschet renunció como Ministro-Presidente. Hendrik Wüst fue elegido por el Parlamento como su sucesor el 27 de octubre de 2021.

## Partidos participantes
El 29 de marzo de 2022, el Comité Electoral Estatal aprobó las listas estatales de 29 partidos. Aparecen en las papeletas en este orden:
| Partido | Sigla                | Cabeza de lista     | Candidatos de distrito | Candidatos de lista |
| --- | -------------------- | ------------------- | ---------------------- | ------------------- |
| Unión Demócrata Cristiana de Alemania                                                                                           | CDU                  | Hendrik Wüst        | 128                    | 134                 |
| Partido Socialdemócrata de Alemania                                                                                             | SPD                  | Thomas Kutschaty    | 128                    | 129                 |
| Partido Democrático Libre | FDP                  | Joachim Stamp       | 128                    | 118                 |
| Alternativa para Alemania | AfD                  | Markus Wagner       | 119                    | 23                  |
| Alianza 90/Los Verdes | GRÜNE                | Mona Neubaur        | 128                    | 90                  |
| Die Linke | DIE LINKE            | Carolin Butterwegge | 124                    | 30                  |
| Partido Pirata de Alemania | PIRATEN              | Alessa Flohe        | 8                      | 15                  |
| Partido por el Trabajo, Estado de Derecho, Protección de los Animales, Fomento de las Elites e Iniciativas Democráticas de Base | Die PARTEI           | Judith Röder        | 75                     | 40                  |
| Freie Wähler | FREIE WÄHLER         | Sara Buschner       | 38                     | 30                  |
| Alianza por la Innovación y la Justicia                                                                                         | BIG                  | Cemille Acar-Gökce  | –                      | 12                  |
| Partido Ecológico-Democrático                                                                                                   | ÖDP                  | Rita Nowak          | –                      | 12                  |
| A partir de ahora... Democracia a través de Plebiscito                                                                          | Volksabstimmung      | Helmut Fleck        | 4                      | 6                   |
| Partido Marxista-Leninista de Alemania                                                                                          | MLPD                 | Gabriele Fechtner   | 28                     | 19                  |
| Los Violetas - por la Política Espiritual                                                                                       | DIE VIOLETTEN        | Marion Schmitz      | 2                      | 8                   |
| Partido para la Investigación en Salud                                                                                          | Gesundheitsforschung | Tim Tielkes         | –                      | 5                   |
| Partido de Centro | ZENTRUM              | Christian Otte      | 4                      | 11                  |
| Partido Comunista Alemán | DKP                  | Heike Warschun      | 14                     | 17                  |
| Partido Democrático de Base de Alemania                                                                                         | die Basis            | Martin Schwab       | 82                     | 30                  |
| Partido Alemán del Deporte | DSP                  | Michael Möller      | –                      | 8                   |
| Los Urbanos. Un Partido del HipHop                                                                                              | du.                  | Yvonne Müller       | 1                      | 3                   |
| Partido Europeo Amor | Liebe                | Helene Susojev      | 3                      | 10                  |
| Partido de las Familias de Alemania                                                                                             | FAMILIE              | Ralf Piekenbrock    | 2                      | 29                  |
| neo. Bienestar para Todos | neo                  | Jörg Gastmann       | –                      | 12                  |
| Partido de los Humanistas | Die Humanisten       | Leonard Niesik      | 1                      | 12                  |
| Partido del Progreso | PdF                  | Lukas Sieper        | –                      | 6                   |
| Lobbistas por los Niños | LfK                  | Nele Flüchter       | –                      | 7                   |
| Partido Ser Humano, Medio Ambiente y Protección de los Animales                                                                 | Tierschutzpartei     | Michael Siethoff    | 10                     | 14                  |
| Equipo Todenhöfer | Team Todenhöfer      | Hans-Joachim Koos   | 12                     | 11                  |
| Volt Alemania | Volt                 | Gina Nießer         | 52                     | 29                  |

Además, 17 candidatos independientes y siete candidatos de partidos sin una lista estatal se están postulando en los distritos electorales. Un total de 1.115 solicitantes son candidatos a través de nominaciones de distritos electorales y 870 solicitantes en listas estatales.

## Campaña
En una reunión celebrada el 23 de enero de 2021, el comité ejecutivo regional del Partido Socialdemócrata de Alemania (SPD) invistió al presidente de su grupo parlamentario en el Landtag, Thomas Kutschaty, exministro Estatal de Justicia, como candidato principal.
La asamblea regional del Partido Democrático Libre (FDP) nombró el 14 de junio de 2021 a su presidente regional, viceministro-presidente y Ministro de Familia del gobierno regional, Joachim Stamp, como líder electoral.
En un congreso extraordinario de la Unión Demócrata Cristiana de Alemania (CDU) en Bielefeld el 23 de octubre de 2021, se nombró a Hendrik Wüst presidente regional de la CDU, candidato a ministro-presidente y cabeza de lista con más del 98% de los votos emitidos.
La Alternativa para Alemania (AfD) eligió a su candidato durante una convención en Essen el mismo día. El presidente del grupo parlamentario en el Landtag, Markus Wagner, ganó la candidatura por 258 votos frente a 167 de su único competidor, Henning Zoz, con 71 delegados optando por abstenerse, lo que le dio a Wagner el apoyo de algo más de la mitad de los delegados presentes.
El 28 de octubre de 2021, Alianza 90/Los Verdes anunció que su presidenta regional desde 2014, Mona Neubaur, será su líder electoral. Un congreso reunido dos meses después en Siegen ratificó esta decisión, así como el programa del partido ecologista.
Die Linke eligió como candidata principal, el 15 de febrero de 2022, a Carolin Butterwegge, socióloga residente en Colonia, miembro del Landtag entre 2010 y 2012 y miembro del comité ejecutivo regional desde 2007.

## Encuestas
| Encuestador             | Fecha      |      |        |        |       |       | Linke | Otros |
| ----------------------- | ---------- | ---- | ------ | ------ | ----- | ----- | ----- | ----- |
| YouGov                  | 13.05.2022 | 31 % | 28 %   | 10 %   | 7 %   | 15 %  | 4 %   | 5 %   |
| Forschungsgruppe Wahlen | 12.05.2022 | 32 % | 29 %   | 6 %    | 7 %   | 17 %  | 3 %   | 6 %   |
| INSA                    | 12.05.2022 | 32 % | 28 %   | 8 %    | 7 %   | 16 %  | 3 %   | 6 %   |
| INSA                    | 10.05.2022 | 31 % | 29 %   | 8 %    | 7 %   | 16 %  | 3 %   | 6 %   |
| Forschungsgruppe Wahlen | 06.05.2022 | 30 % | 28 %   | 7 %    | 7 %   | 18 %  | 3 %   | 7 %   |
| Infratest dimap         | 05.05.2022 | 30 % | 28 %   | 8 %    | 8 %   | 16 %  | 3 %   | 7 %   |
| Forsa                   | 04.05.2022 | 32 % | 28 %   | 7 %    | 6 %   | 17 %  | 3 %   | 7 %   |
| Infratest dimap         | 24.04.2022 | 31 % | 30 %   | 8 %    | 7 %   | 16 %  | 3 %   | 5 %   |
| INSA                    | 17.04.2022 | 29 % | 31 %   | 10 %   | 7 %   | 14 %  | 4 %   | 5 %   |
| Forsa                   | 13.04.2022 | 30 % | 30 %   | 8 %    | 6 %   | 18 %  | 2 %   | 6 %   |
| INSA                    | 05.04.2022 | 28 % | 30 %   | 10 %   | 7 %   | 15 %  | 4 %   | 6 %   |
| Infratest dimap         | 03.04.2022 | 31 % | 30 %   | 8 %    | 7 %   | 15 %  | 4 %   | 5 %   |
| Forsa                   | 16.03.2022 | 32 % | 27 %   | 8 %    | 6 %   | 17 %  | 3 %   | 7 %   |
| INSA                    | 20.02.2022 | 27 % | 29 %   | 12 %   | 8 %   | 14 %  | 4 %   | 6 %   |
| Forsa                   | 09.02.2022 | 29 % | 27 %   | 9 %    | 7 %   | 18 %  | 4 %   | 6 %   |
| INSA                    | 03.02.2022 | 26 % | 28 %   | 12 %   | 8 %   | 14 %  | 4 %   | 8 %   |
| Infratest dimap         | 30.01.2022 | 28 % | 28 %   | 10 %   | 8 %   | 17 %  | 3 %   | 6 %   |
| Forsa                   | 15.12.2021 | 27 % | 27 %   | 12 %   | 7 %   | 17 %  | 4 %   | 7 %   |
| Infratest dimap         | 24.10.2021 | 22 % | 31 %   | 13 %   | 7 %   | 17 %  | 3 %   | 7 %   |
| INSA                    | 12.10.2021 | 20 % | 33 %   | 15 %   | 8 %   | 13 %  | 4 %   | 5 %   |
| Forsa                   | 19.05.2021 | 25 % | 19 %   | 12 %   | 7 %   | 26 %  | 4 %   | 7 %   |
| INSA                    | 11.05.2021 | 25 % | 20 %   | 11 %   | 9 %   | 26 %  | 4,5 % | 4,5 % |
| Infratest dimap         | 11.04.2021 | 28 % | 18 %   | 11 %   | 8 %   | 26 %  | 3 %   | 6 %   |
| Infratest dimap         | 31.01.2021 | 37 % | 17 %   | 8 %    | 6 %   | 24 %  | 3 %   | 5 %   |
| Elecciones de 2017      | 14.05.2017 | 33 % | 31,2 % | 12,6 % | 7,4 % | 6,4 % | 4,9 % | 4,5 % |

### Preferencia de Ministro-Presidente
| Encuestador             | Fecha      | Hendrik Wüst (CDU) | Thomas Kutschaty (SPD) |
| ----------------------- | ---------- | ------------------ | ---------------------- |
| YouGov                  | 13.05.2022 | 22 %               | 14 %                   |
| Forschungsgruppe Wahlen | 12.05.2022 | 40 %               | 35 %                   |
| INSA                    | 12.05.2022 | 28 %               | 25 %                   |
| INSA                    | 10.05.2022 | 29 %               | 23 %                   |
| Forschungsgruppe Wahlen | 06.05.2022 | 39 %               | 31 %                   |
| Infratest dimap         | 05.05.2022 | 39 %               | 33 %                   |
| Forsa                   | 04.05.2022 | 35 %               | 27 %                   |
| Infratest dimap         | 24.04.2022 | 41 %               | 32 %                   |
| INSA                    | 17.04.2022 | 28 %               | 20 %                   |
| Forsa                   | 13.04.2022 | 41 %               | 34 %                   |
| Infratest dimap         | 03.04.2022 | 40 %               | 27 %                   |
| Forsa                   | 16.03.2022 | 37 %               | 21 %                   |
| Forsa                   | 09.02.2022 | 29 %               | 16 %                   |
| Infratest dimap         | 30.01.2022 | 43 %               | 21 %                   |
| Forsa                   | 15.12.2021 | 24 %               | 12 %                   |
| Infratest dimap         | 24.10.2021 | 31 %               | 25 %                   |

## Resultados
|                                    |                                                                                    |                    |                    |                    |                  |                  |                  |                  |       |
| Partido                            | Partido                                                                            | Distrito electoral | Distrito electoral | Distrito electoral | Lista de partido | Lista de partido | Lista de partido | Total de escaños | +/–   |
| Partido                            | Partido                                                                            | Votos              | %                  | Escaños            | Votos            | %                | Cambio           | Total de escaños | +/–   |
|                                    | Unión Demócrata Cristiana de Alemania (CDU)                                        | 2,607,596          | 36.6               | 76                 | 2,552,276        | 35.7             | 2.8              | 76               | 4     |
|                                    | Partido Socialdemócrata de Alemania (SPD)                                          | 2,092,933          | 29.4               | 45                 | 1,905,002        | 26.7             | 4.6              | 56               | 13    |
|                                    | Alianza 90/Los Verdes (GRÜNE)                                                      | 1,269,804          | 17.8               | 7                  | 1,299,821        | 18.2             | 11.8             | 39               | 25    |
|                                    | Partido Democrático Libre (FDP)                                                    | 390,062            | 5.5                | 0                  | 418,460          | 5.9              | 6.7              | 12               | 16    |
|                                    | Alternativa para Alemania (AfD)                                                    | 368,271            | 5.2                | 0                  | 388,768          | 5.4              | 1.9              | 12               | 4     |
|                                    |                                                                                    |                    |                    |                    |                  |                  |                  |                  |       |
|                                    | La Izquierda (DIE LINKE)                                                           | 162,005            | 2.3                | 0                  | 146,634          | 2.1              | 2.8              | 0                | ±0    |
|                                    | Die PARTEI                                                                         | 82,699             | 1.2                | 0                  | 76,006           | 1.1              | 0.4              | 0                | ±0    |
|                                    | Partido Ser Humano, Medio Ambiente y Protección de los Animales (Tierschutzpartei) | 7,488              | 0.1                | 0                  | 75,811           | 1.1              | Nuevo            | 0                | Nuevo |
|                                    | Partido Democrático de Base de Alemania (dieBasis)                                 | 55,292             | 0.8                | 0                  | 60,084           | 0.8              | Nuevo            | 0                | Nuevo |
|                                    | Votantes Libres (FW)                                                               | 34,886             | 0.5                | 0                  | 49,985           | 0.7              | 0.3              | 0                | ±0    |
|                                    | Volt Alemania (Volt)                                                               | 27,784             | 0.4                | 0                  | 45,177           | 0.6              | Nuevo            | 0                | Nuevo |
|                                    | Partido Pirata de Alemania (Piraten)                                               | 4,501              | 0.1                | 0                  | 19,248           | 0.3              | 0.7              | 0                | ±0    |
|                                    | Equipo Todenhöfer                                                                  | 3,533              | 0.0                | 0                  | 14,799           | 0.2              | Nuevo            | 0                | Nuevo |
|                                    | Partido de las Familias de Alemania (FAMILIE)                                      | 1,462              | 0.0                | 0                  | 14,684           | 0.2              | 0.2              | 0                | ±0    |
|                                    | Partido Ecológico-Democrático (ÖDP)                                                | –                  | –                  | –                  | 9,664            | 0.1              | 0.0              | 0                | ±0    |
|                                    | Partido Europeo Amor (LIEBE)                                                       | 739                | 0.0                | 0                  | 8,235            | 0.1              | Nuevo            | 0                | Nuevo |
|                                    | Partido de los Humanistas (Die Humanisten)                                         | 280                | 0.0                | 0                  | 8,211            | 0.1              | Nuevo            | 0                | Nuevo |
|                                    | Partido para la Investigación en Salud (Gesundheitsforschung)                      | –                  | –                  | –                  | 6,833            | 0.1              | 0.0              | 0                | ±0    |
|                                    | Partido del Progreso (PdF)                                                         | –                  | –                  | –                  | 6,154            | 0.1              | Nuevo            | 0                | Nuevo |
|                                    | A partir de ahora... Democracia a través de Plebiscito (Volksabstimmung)           | 1,038              | 0.0                | 0                  | 5,606            | 0.1              | 0.0              | 0                | ±0    |
|                                    | Los Urbanos. Un Partido del HipHop (Die Urbane)                                    | 399                | 0.0                | 0                  | 5,201            | 0.1              | Nuevo            | 0                | Nuevo |
|                                    | Alianza por la Innovación y la Justicia (BIG)                                      | –                  | –                  | –                  | 4,222            | 0.1              | 0.1              | 0                | ±0    |
|                                    | Partido de Centro (ZENTRUM)                                                        | 1,067              | 0.0                | 0                  | 4,162            | 0.1              | 0.0              | 0                | ±0    |
|                                    | Partido Alemán del Deporte (DSP)                                                   | –                  | –                  | –                  | 3,839            | 0.1              | Nuevo            | 0                | Nuevo |
|                                    | Partido Marxista-Leninista de Alemania (MLPD)                                      | 3,544              | 0.0                | 0                  | 3,354            | 0.0              | 0.1              | 0                | ±0    |
|                                    | Partido Comunista Alemán (DKP)                                                     | 1,681              | 0.0                | 0                  | 3,049            | 0.0              | 0.0              | 0                | ±0    |
|                                    | Los Violetas - por la Política Espiritual (VIOLETTEN)                              | 631                | 0.0                | 0                  | 2,990            | 0.0              | 0.1              | 0                | ±0    |
|                                    | neo. Bienestar para Todos (neo)                                                    | –                  | –                  | –                  | 2,192            | 0.0              | Nuevo            | 0                | Nuevo |
|                                    | Alianza C - Cristianos para Alemania (Bündnis C)                                   | 476                | 0.0                | 0                  | –                | –                | –                | 0                | Nuevo |
|                                    | Los Independientes (UNABHÄNGIGE)                                                   | 389                | 0.0                | 0                  | –                | –                | –                | 0                | Nuevo |
|                                    | Demócratas Liberales (LD)                                                          | 185                | 0.0                | 0                  | –                | –                | –                | 0                | ±0    |
|                                    | Mundo Humano (MENSCHLICHE WELT)                                                    | 158                | 0.0                | 0                  | –                | –                | –                | 0                | Nuevo |
|                                    | Izquierda Ecológica (ÖkoLinX)                                                      | 134                | 0.0                | 0                  | –                | –                | –                | 0                | Nuevo |
|                                    | Partido Social Moderno (MSP)                                                       | 85                 | 0.0                | 0                  | –                | –                | –                | 0                | Nuevo |
|                                    | Candidatos independientes                                                          | 11,435             | 0.2                | 0                  | –                | –                | –                | 0                | ±0    |
| Votos válidos                      | Votos válidos                                                                      | 7,130,557          | 99.0               |                    | 7,146,831        | 99.3             |                  |                  |       |
| Votos nulos                        | Votos nulos                                                                        | 69,736             | 1.0                |                    | 53,462           | 0.7              |                  |                  |       |
| Total                              | Total                                                                              | 7,200,293          | 100.0              | 128                | 7,200,293        | 100.0            |                  | 195              | –4    |
| Votantes registrados/participación | Votantes registrados/participación                                                 | 12,965,858         | 55.5               |                    | 12,965,858       | 55.5             | 9.6              |                  |       |
| Fuente: Landeswahlleiter           |                                                                                    |                    |                    |                    |                  |                  |                  |                  |       |

### Análisis
Los resultados de las elecciones fueron ampliamente interpretados en la prensa alemana como una reprimenda a la respuesta del canciller alemán Olaf Scholz y del SPD a la invasión rusa de Ucrania en 2022. En los primeros días posteriores a la invasión rusa, Scholz prometió un mayor gasto militar y ayuda a Ucrania, pero en los meses siguientes se mostró indeciso sobre la exportación de armas pesadas. Alemania también ha estado menos dispuesta que otras naciones europeas a boicotear las importaciones energéticas rusas. Renania del Norte-Westfalia se encuentra en el corazón industrial de Alemania y tradicionalmente ha sido la base de apoyo del SPD. Los Verdes se beneficiaron en gran medida del colapso del apoyo al SPD, ya que muchas de sus políticas sobre Ucrania son más populares entre el público alemán.

## Formación de gobierno
Dado que la actual coalición de la CDU y el FDP perdió la mayoría en las elecciones, se hizo necesaria la formación de un nuevo gobierno. Se consideraba que los Verdes tenían el equilibrio de poder, capaces de entrar en coalición con la CDU o con el SPD y el FDP. Mantuvieron conversaciones por separado con los dos partidos anteriores, pero el FDP se negó a participar en la creencia de que un gobierno CDU-Verde era una conclusión inevitable. Los Verdes continuaron las conversaciones exploratorias con la CDU y comenzaron negociaciones formales de coalición el 31 de mayo. En un documento preliminar, se comprometieron a hacer la transición de Renania del Norte-Westfalia a la neutralidad climática, eliminar gradualmente el carbón para 2030 y construir 1,000 turbinas eólicas adicionales durante cinco años. También acordaron contratar a 10 000 docentes adicionales y garantizar la igualdad salarial para los docentes, independientemente del tipo de escuela en la que trabajen. El 10 de junio, las dos partes anunciaron planes para finalizar y aprobar un acuerdo de coalición antes del 25 de junio, con Wüst para ser reelegido como Ministro-Presidente el 28 de junio.
La CDU y los Verdes presentaron su acuerdo de coalición el 23 de junio, comprometiéndose con las políticas establecidas en el borrador anterior, así como aumentar las contrataciones de policías de 2.700 a 3.000, expandir el transporte público con el objetivo de aumentar el número de autobuses y trenes en un 60% para 2030, y ordenar la instalación de sistemas de energía solar en nuevas construcciones privadas a partir de 2025. También acordaron eliminar gradualmente las regulaciones que prohíben la construcción de aerogeneradores a menos de 1.000 metros de las residencias. El gabinete estaría compuesto por el Ministro-Presidente, siete ministros de la CDU y cuatro Verdes. El acuerdo de coalición fue aprobado casi por unanimidad en una conferencia de la CDU el 25 de junio. El mismo día, fue aprobado en el congreso de los Verdes con un 85%. Hubo objeciones de miembros que criticaron la separación propuesta de la cartera de agricultura del Ministerio del Medio Ambiente. La Juventud Verde estatal rechazó rotundamente la perspectiva de una coalición con la CDU, afirmando que no podían abordar de manera suficiente cuestiones apremiantes como el cambio climático, la asequibilidad y el alquiler y la vivienda.
Wüst fue reelegido Ministro-Presidente por el Landtag el 28 de junio, obteniendo 106 votos de los 180 emitidos, más una abstención. Catorce diputados estuvieron ausentes, incluidos cuatro de la CDU y uno de los Verdes.